# Gadabedji
Gadabedji è un comune rurale del Niger facente parte del dipartimento di Dakoro nella regione di Maradi.